# Aimee Kelly
Aimee Kelly (n. 8 iulie 1993) este o  actriță britanică din Newcastle. Ea este cunoscută cel mai mult pentru apariția sa în Wolfblood (2012). Premiza serialului este Maddy, care încearcă cu disperare să își protejeze secretul, acela că este un „wolfblood” - ființă capabilă de a se transforma într-o creatură similară lupului atunci când este lună plină și este stresată. În același timp, însă, aceasta încearcă să ducă o viață normală de adolescentă.
Aimee Kelly a jucat rolul personajului principal, „Kayla”, într-un lungmetraj numit „Sket” care, de asemenea, a fost debutul său. Povestea acestui lungmetraj o urmărește pe o tânără, Kayla, care încearcă să găsească criminalul care a ucis-o pe sora sa; însă, de-a lungul căutărilor sale, intră într-un grup de fete care o ajută în căutarea ei. Ea a fost nominalizată pentru „Best British Newcomer” de la „British Film Institute” pentru rolul său.
Aimee susține, de asemenea, o audiție pentru  rolul „Mini McGuinness” în Skins. Deși a ajuns printre ultimele două, a pierdut în fața lui Freya Mavor. După aceea, Aimee a participat la un episod din „Call the Midwife”, o producție BBC. Despre episod, aceasta a scris pe twitter: „Cu asta am terminat și episodul din Call the Midwife! Echipa și distribuția au fost uimitoare! Oricum vă pot spune sigur că nu voi avea o naștere prea curând”.

## Carieră
Aimee Kelly a jucat rolul personajului principal, „Kayla”, într-un lungmetraj numit „Sket” care, de asemenea, a fost debutul său. Povestea acestui lungmetraj o urmărește pe o tânără, Kayla, care încearcă să găsească criminalul care a ucis-o pe sora sa; însă, de-a lungul căutărilor sale, intră într-un grup de fete care o ajută în căutarea ei. Ea a fost nominalizată pentru „Best British Newcomer” de la „British Film Institute” pentru rolul său.
Aimee susține, de asemenea, o audiție pentru un rolul „Mini McGuinness” în Skins. Deși a ajuns printre ultimele două, a pierdut în fața lui Freya Mavor. După aceea, Aimee a participat la un episod din „Call the Midwife”, o producție BBC. Despre episod, aceasta a scris pe twitter: „Cu asta am terminat și episodul din Call the Midwife! Echipa și distribuția au fost uimitoare! Oricum vă pot spune sigur că nu voi avea o naștere prea curând”

## Filmografie
| An           | Titlu                  | Rol           | Note                           | Mediu     |
| ------------ | ---------------------- | ------------- | ------------------------------ | --------- |
| 2006         | Raven                  | Warrior Melka | Seria 6                        |           |
| 2011         | Sket                   | Kayla         | Lead Role                      | Film      |
| 2011         | The Inbetweeners Movie | Girl          | Cameo                          | Film      |
| 2012         | Playhouse Presents     | Sammy         | Episode: Care                  | Serial TV |
| 2012–prezent | Wolfblood              | Maddy Smith   | Lead Role                      | Serial TV |
| 2014         | Call the Midwife       | Norma         | Guest Role: Series 3 Episode 8 | Serial TV |